# Reckingen-Gluringen
Reckingen-Gluringen es una comuna suiza del cantón del Valais, situada en el distrito de Goms. Limita al norte y este con la comuna de Münster-Geschinen, al sureste con Obergoms y Formazza (ITA-VB), al sur con Binn y Ernen, y al oeste con Grafschaft y Fieschertal.
La comuna es el resultado de la fusión el 1 de octubre de 2004 de las comunas de Reckingen y Gluringen.